# 乔纳森·文德尔

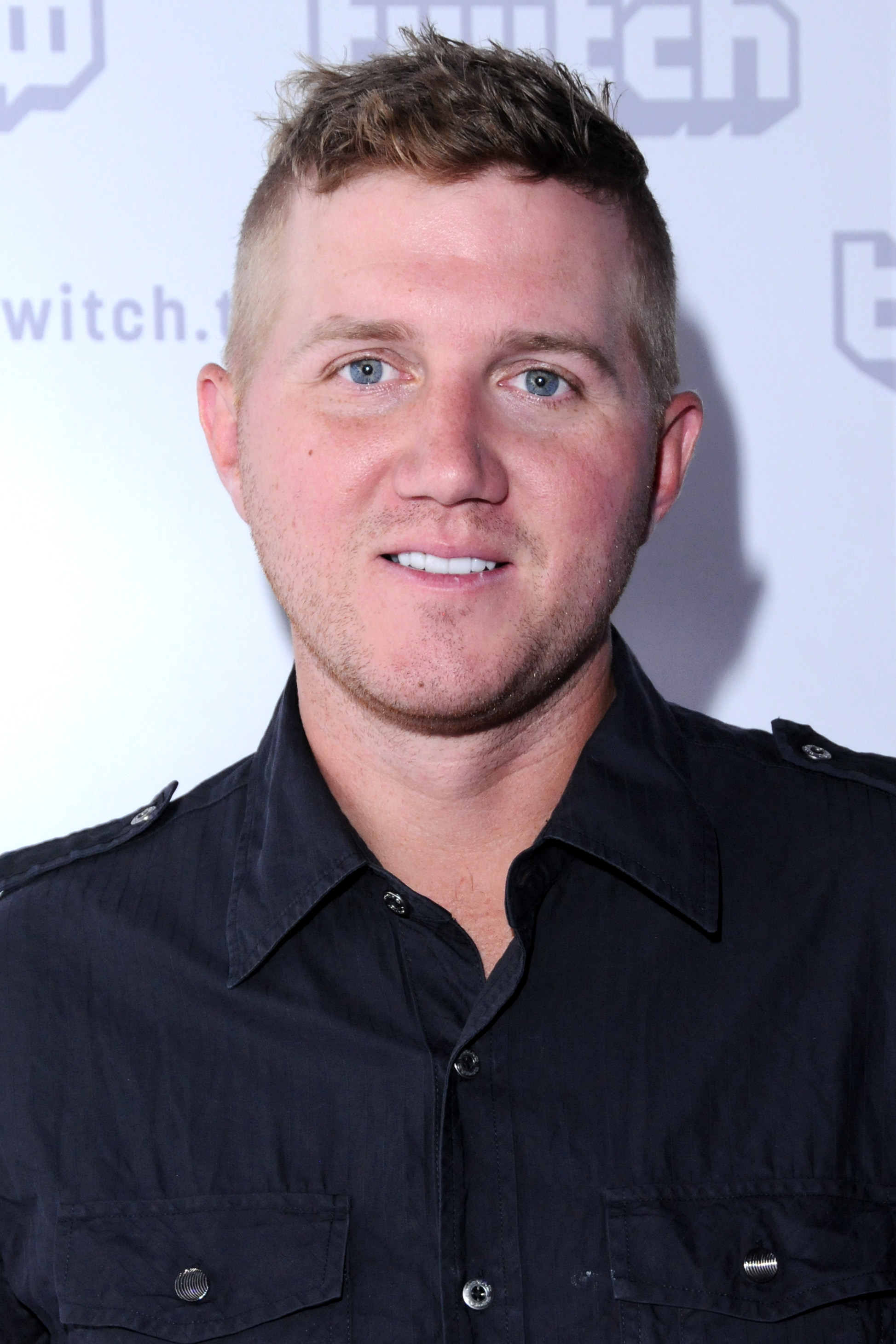
2014年的文德尔

乔纳森·文德尔（Johnathan Wendel，1981年2月26日—，得克萨斯州休斯敦），以其綽號Fatal1ty較為人熟悉，是一個曾在多個專業競賽主要是CPL中贏得超過100萬美元獎金與獎品的專業電子競技選手。除了得到很多產品的支持外，他亦曾受到多份主流報章的報道，包括時代周刊、紐約時報、福布斯杂志與BBC全球服務以及曾接受電視新聞節目60分鐘時事雜誌的訪問。他是首個擁有認真職業操守的專業玩家，而他聲稱自己每天最少練習二至六個小時，有時會更多。
Wendel非常專精於數個第一人稱射擊遊戲。1999年10月他首次以專業玩家的身份登場並於CPL FRAG 3比賽的雷神之鎚III競技場錦標賽中取得第三名。儘管他最擁長的是反恐精英與使命召喚團隊作戰，但他大部份成功都在一對一死鬥模式的遊戲，包括雷神之鎚III競技場、虛幻竞技场2003與斬除妖魔。
Wendel以售賣自己的"FATpad"品牌遊戲滑鼠墊開展事業，他後來將業務擴展到其他遊戲裝備，透過與陞技電腦、華擎科技、Zalman及創新科技合作製作擁有他綽號的主機板、散熱器、音效卡、滑鼠甚至服裝。

## 顯著的成就
以下列出所有獎金均為美元。

### 異型大戰掠食者2
- 1st CPL World Championship ($40,000、Ford Focus)

### 毀滅戰士3
- 1st Quakecon 2004 ($25,000)

### 斬除妖魔
- 2nd CPL Summer Championships－2004年 ($5,750)
- 4th CPL Turkey－2005年3月26日 ($5,000)
- 6th CPL Spain－2005年5月1日 ($2,500)
- 2nd CPL Brazil－2005年5月28日 ($10,000)
- 2nd CPL Sweden－2005年6月18日 ($10,000)
- 1st CPL Summer Championships－2005年 ($15,000)
- 2nd CPL UK－2005年9月4日 ($10,000)
- 1st CPL Singapore－2005年10月16日 ($15,000)
- 2nd CPL Italy－2005年10月22日 ($10,000)
- 5th CPL Chile－2005年10月30日 ($3,500)
- 1st CPL NYC World Tour Finals－2005年 ($150,000)

### 雷神之鎚III競技場
- 3rd Frag 3－1999年
- 1st XSR Invitational－2000年
- 1st RazerCPL Tournament－2000年4月 ($40,000)
- 1st BattleTop Universal Challenge－2000年7月22日 ($15,000)
- 1st World Cyber Games Challenge－2000年10月 ($25,000)
- 1st CPL Australia ($10,000)
- 3rd CPL Holland
- 2nd Quakecon－2001年（$70,000）
- 2nd CPL Brazil

### 雷神之鎚4
- 4th WSVG Kentucky－2006年6月18日
- 4th WSVG Intel Summer Challenge－2006年7月9日 ($6,500)
- 9–12th Quakecon－2006年8月5日
- 5th WSVG London－2006年10月8日
- 3rd Digital Life－2006年10月15日 ($2,500)
- 5th World Cyber Games－2006年10月19日
- 2nd WSVG Finals New York－2006年12月10日 ($10,000)

## 外部連結
- Fatal1ty官方網站（页面存档备份，存于）
- GotFrag.com的訪問
- TomsHardware.com的訪問[]
- BBC的訪問
- 60分鐘時事雜誌的訪問（页面存档备份，存于）
- Spike TV的訪問
- AOL Games的訪問（页面存档备份，存于）